# Vela Kneža
Koordinati:   42°58′50″N, 17°03′10″E
Vela Kneža je majhen nenaseljen otoček v Jadranskem morju. Pripada Hrvaški.
Vela Kneža, na kateri stoji svetilnik, leži v Pelješkem kanalu nasproti rta Kneža na otoku Korčula, od katerega je oddaljena okoli 0,2 km.
Površina otočka meri 0,037 km². Dolžina obalnega pasu je 0,75 km. Najvišja točka na otočku doseže višino 18 mnm.
Iz pomorske karte je razvidno, da svetilnik, ki stoji na vzhodni obali otoka, oddaja svetlobni signal: B Bl(2) 6s. Nazivni domet svetilnika je 8 milj.